# Мейель, Даниэль
Даниэль Мейель (эст. Daniel Meijel; 26 декабря 1974, Таллин) — эстонский футбольный тренер.

## Биография
В качестве футболиста выступал на позиции защитника за любительские клубы низших лиг Эстонии.
С 2002 года работает тренером в системе таллинского «Калева». Много лет работал тренером юношеских команд, возглавлял резервные команды «Калева», а также работал ассистентом главного тренера основной команды. С 2011 по 2020 годы был главным тренером команды «Калев-2»/«Калев U21». С августа 2009 года до конца сезона исполнял обязанности главного тренера основной команды «Калева» после отставки Ааво Сарапа, клуб по итогам сезона покинул высший дивизион Эстонии. Также в течение короткого периода исполнял обязанности главного тренера «Калева» в марте 2014 года. В начале 2021 года назначен главным тренером клуба совместно с Айваром Аннисте, под руководством тренерского дуэта клуб занял второе место в первой лиге и в 2022 году выступал в высшей лиге.
Имеет тренерскую лицензию «А».